# Giro di Lombardia 2023
Il Giro di Lombardia 2023, centodiciassettesima edizione della "classica delle foglie morte" e valida come trentottesima prova dell'UCI World Tour 2023 categoria 1.UWT, si svolse il 7 ottobre 2023 su un percorso di 238 km, con partenza da Como e arrivo a Bergamo, in Italia. Le asperità del percorso sono state sei: Madonna del Ghisallo (versante da Asso), Roncola, Berbenno, Passo della Crocetta, Zambla Alta e Passo di Ganda. La vittoria fu appannaggio dello sloveno Tadej Pogačar, il quale completò il percorso in 5h55'33", alla media di 40,163 km/h, precedendo l'italiano Andrea Bagioli e il connazionale Primož Roglič.
Sul traguardo di Bergamo 122 ciclisti, dei 175 partiti da Como, portarono a termine la competizione.

## Squadre e corridori partecipanti
| N.      | Cod. | Squadra                           |
| ------- | ---- | --------------------------------- |
| 1-7     | UAD  | UAE Team Emirates                 |
| 11-17   | ACT  | AG2R Citroën Team                 |
| 21-27   | ADC  | Alpecin-Deceuninck                |
| 31-37   | AST  | Astana Qazaqstan Team             |
| 41-47   | TBV  | Bahrain Victorious                |
| 51-57   | BOH  | Bora-Hansgrohe                    |
| 61-67   | COF  | Cofidis                           |
| 71-77   | EFE  | EF Education-EasyPost             |
| 81-87   | EOK  | Eolo-Kometa Cycling Team          |
| 91-97   | GBF  | Green Project-BardianiCSF-Faizanè |
| 101-107 | GFC  | Groupama-FDJ                      |
| 111-117 | IGD  | Ineos Grenadiers                  |
| 121-127 | ICW  | Intermarché-Circus-Wanty          |

| N.      | Cod. | Squadra                |
| ------- | ---- | ---------------------- |
| 131-137 | IPT  | Israel-Premier Tech    |
| 141-147 | TJV  | Jumbo-Visma            |
| 151-157 | LTK  | Lidl-Trek              |
| 161-167 | LTD  | Lotto Dstny            |
| 171-177 | MOV  | Movistar Team          |
| 181-187 | Q36  | Q36.5 Pro Cycling Team |
| 191-197 | SOQ  | Soudal Quick-Step      |
| 201-207 | ARK  | Team Arkéa-Samsic      |
| 211-217 | DSM  | Team DSM-Firmenich     |
| 221-227 | JAY  | Team Jayco AlUla       |
| 231-237 | TEN  | TotalEnergies          |
| 241-247 | TUD  | Tudor Pro Cycling Team |

## Ordine d'arrivo (Top 10)
| Pos. | Corridore        | Squadra | Tempo    |
| ---- | ---------------- | ------- | -------- |
| 1    | Tadej Pogačar    | UAE     | 5h55'33" |
| 2    | Andrea Bagioli   | Soudal  | a 52"    |
| 3    | Primož Roglič    | Jumbo   | s.t.     |
| 4    | Aleksandr Vlasov | Bora    | s.t.     |
| 5    | Simon Yates      | Jayco   | s.t.     |
| 6    | Adam Yates       | UAE     | s.t.     |
| 7    | Carlos Rodríguez | Ineos   | s.t.     |
| 8    | Richard Carapaz  | EF      | a 1'06"  |
| 9    | Remco Evenepoel  | Soudal  | a 1'26"  |
| 10   | Andreas Kron     | Lotto   | s.t.     |